# Danh sách tiểu hành tinh: 24901–25000
| Tên                   | Tên đầu tiên | Ngày phát hiện       | Nơi phát hiện | Người phát hiện                                       |
| --------------------- | ------------ | -------------------- | ------------- | ----------------------------------------------------- |
| 24901 -               | 1997 AV20    | 11 tháng 1 năm 1997  | Kitt Peak     | Spacewatch                                            |
| 24902                 | 1997 AR22    | 11 tháng 1 năm 1997  | Xinglong      | Chương trình tiểu hành tinh Bắc Kinh Schmidt CCD      |
| 24903                 | 1997 AS22    | 11 tháng 1 năm 1997  | Xinglong      | Beijing Schmidt CCD Asteroid Program                  |
| 24904 -               | 1997 BM8     | 31 tháng 1 năm 1997  | Kitt Peak     | Spacewatch                                            |
| 24905 -               | 1997 CO1     | 1 tháng 2 năm 1997   | Oizumi        | T. Kobayashi                                          |
| 24906 -               | 1997 CG4     | 4 tháng 2 năm 1997   | Haleakala     | NEAT                                                  |
| 24907 Alfredhaar      | 1997 CO4     | 4 tháng 2 năm 1997   | Prescott      | P. G. Comba                                           |
| 24908 -               | 1997 CE22    | 13 tháng 2 năm 1997  | Oizumi        | T. Kobayashi                                          |
| 24909                 | 1997 CY28    | 7 tháng 2 năm 1997   | Xinglong      | Chương trình tiểu hành tinh Bắc Kinh Schmidt CCD      |
| 24910 Haruoando       | 1997 CK29    | 14 tháng 2 năm 1997  | Nanyo         | T. Okuni                                              |
| 24911 Kojimashigemi   | 1997 DU      | 27 tháng 2 năm 1997  | Kitami        | K. Endate, K. Watanabe                                |
| 24912 -               | 1997 EB1     | 3 tháng 3 năm 1997   | Kitt Peak     | Spacewatch                                            |
| 24913 -               | 1997 EQ2     | 4 tháng 3 năm 1997   | Oizumi        | T. Kobayashi                                          |
| 24914 -               | 1997 EZ2     | 4 tháng 3 năm 1997   | Oizumi        | T. Kobayashi                                          |
| 24915 -               | 1997 EC6     | 7 tháng 3 năm 1997   | Oizumi        | T. Kobayashi                                          |
| 24916 Stelzhamer      | 1997 EK11    | 7 tháng 3 năm 1997   | Davidschlag   | E. Meyer                                              |
| 24917 -               | 1997 EH12    | 3 tháng 3 năm 1997   | Kitt Peak     | Spacewatch                                            |
| 24918 Tedkooser       | 1997 EO17    | 10 tháng 3 năm 1997  | Lime Creek    | R. Linderholm                                         |
| 24919 Teruyoshi       | 1997 ER17    | 3 tháng 3 năm 1997   | Kitami        | K. Endate, K. Watanabe                                |
| 24920                 | 1997 EE23    | 2 tháng 3 năm 1997   | Xinglong      | Chương trình tiểu hành tinh Bắc Kinh Schmidt CCD      |
| 24921 -               | 1997 EE32    | 11 tháng 3 năm 1997  | Kitt Peak     | Spacewatch                                            |
| 24922 -               | 1997 EH33    | 4 tháng 3 năm 1997   | Socorro       | LINEAR                                                |
| 24923 -               | 1997 EB37    | 5 tháng 3 năm 1997   | Socorro       | LINEAR                                                |
| 24924                 | 1997 EY45    | 15 tháng 3 năm 1997  | Xinglong      | Chương trình tiểu hành tinh Bắc Kinh Schmidt CCD      |
| 24925                 | 1997 FW      | 18 tháng 3 năm 1997  | Xinglong      | Beijing Schmidt CCD Asteroid Program                  |
| 24926 -               | 1997 GB8     | 2 tháng 4 năm 1997   | Socorro       | LINEAR                                                |
| 24927 -               | 1997 GP12    | 3 tháng 4 năm 1997   | Socorro       | LINEAR                                                |
| 24928 -               | 1997 GK13    | 3 tháng 4 năm 1997   | Socorro       | LINEAR                                                |
| 24929 -               | 1997 GX15    | 3 tháng 4 năm 1997   | Socorro       | LINEAR                                                |
| 24930 -               | 1997 GL17    | 3 tháng 4 năm 1997   | Socorro       | LINEAR                                                |
| 24931 -               | 1997 GO18    | 3 tháng 4 năm 1997   | Socorro       | LINEAR                                                |
| 24932 -               | 1997 GW22    | 6 tháng 4 năm 1997   | Socorro       | LINEAR                                                |
| 24933 -               | 1997 GK25    | 8 tháng 4 năm 1997   | Kitt Peak     | Spacewatch                                            |
| 24934 -               | 1997 GK36    | 6 tháng 4 năm 1997   | Socorro       | LINEAR                                                |
| 24935 Godfreyhardy    | 1997 HP2     | 28 tháng 4 năm 1997  | Prescott      | P. G. Comba                                           |
| 24936 -               | 1997 HX7     | 30 tháng 4 năm 1997  | Socorro       | LINEAR                                                |
| 24937 -               | 1997 HD9     | 30 tháng 4 năm 1997  | Socorro       | LINEAR                                                |
| 24938 -               | 1997 HY9     | 30 tháng 4 năm 1997  | Socorro       | LINEAR                                                |
| 24939 Chiminello      | 1997 JR      | 1 tháng 5 năm 1997   | Bologna       | Osservatorio San Vittore                              |
| 24940 Sankichiyama    | 1997 JY4     | 1 tháng 5 năm 1997   | Nanyo         | T. Okuni                                              |
| 24941 -               | 1997 JM14    | 3 tháng 5 năm 1997   | La Silla      | E. W. Elst                                            |
| 24942 -               | 1997 JA15    | 3 tháng 5 năm 1997   | La Silla      | E. W. Elst                                            |
| 24943 -               | 1997 JY17    | 3 tháng 5 năm 1997   | La Silla      | E. W. Elst                                            |
| 24944 Harish-Chandra  | 1997 LZ4     | 11 tháng 6 năm 1997  | Prescott      | P. G. Comba                                           |
| 24945 -               | 1997 LH9     | 7 tháng 6 năm 1997   | La Silla      | E. W. Elst                                            |
| 24946 -               | 1997 NQ      | 1 tháng 7 năm 1997   | Colleverde    | V. S. Casulli                                         |
| 24947 Hausdorff       | 1997 NU1     | 7 tháng 7 năm 1997   | Prescott      | P. G. Comba                                           |
| 24948 Babote          | 1997 NU6     | 9 tháng 7 năm 1997   | Pises         | Pises                                                 |
| 24949 Klačka          | 1997 PZ1     | 4 tháng 8 năm 1997   | Modra         | A. Galád, A. Pravda                                   |
| 24950 Nikhilas        | 1997 QF      | 23 tháng 8 năm 1997  | Kleť          | Z. Moravec                                            |
| 24951 -               | 1997 QK      | 24 tháng 8 năm 1997  | Kleť          | Z. Moravec                                            |
| 24952                 | 1997 QJ4     | 28 tháng 8 năm 1997  | Mauna Kea     | J. X. Luu, C. A. Trujillo, D. C. Jewitt, K. Berney    |
| 24953 -               | 1997 SG7     | 23 tháng 9 năm 1997  | Kitt Peak     | Spacewatch                                            |
| 24954 -               | 1997 SL7     | 23 tháng 9 năm 1997  | Kitt Peak     | Spacewatch                                            |
| 24955                 | 1997 SK10    | 16 tháng 9 năm 1997  | Xinglong      | Chương trình tiểu hành tinh Bắc Kinh Schmidt CCD      |
| 24956                 | 1997 SN10    | 16 tháng 9 năm 1997  | Xinglong      | Beijing Schmidt CCD Asteroid Program                  |
| 24957 -               | 1997 SF16    | 27 tháng 9 năm 1997  | Uenohara      | N. Kawasato                                           |
| 24958 -               | 1997 SS31    | 28 tháng 9 năm 1997  | Woomera       | F. B. Zoltowski                                       |
| 24959 -               | 1997 TR      | 3 tháng 10 năm 1997  | Modra         | A. Galád, A. Pravda                                   |
| 24960 -               | 1997 TV17    | 6 tháng 10 năm 1997  | Kitami        | K. Endate, K. Watanabe                                |
| 24961                 | 1997 TO24    | 8 tháng 10 năm 1997  | Xinglong      | Chương trình tiểu hành tinh Bắc Kinh Schmidt CCD      |
| 24962 Kenjitoba       | 1997 UX8     | 27 tháng 10 năm 1997 | Kuma Kogen    | A. Nakamura                                           |
| 24963 -               | 1997 UB11    | 16 tháng 10 năm 1997 | Oohira        | T. Urata                                              |
| 24964                 | 1997 UY20    | 27 tháng 10 năm 1997 | Xinglong      | Chương trình tiểu hành tinh Bắc Kinh Schmidt CCD      |
| 24965 -               | 1997 WC2     | 19 tháng 11 năm 1997 | Nanyo         | T. Okuni                                              |
| 24966 -               | 1997 YB3     | 24 tháng 12 năm 1997 | Oizumi        | T. Kobayashi                                          |
| 24967 -               | 1998 AX8     | 14 tháng 1 năm 1998  | Ondřejov      | L. Šarounová                                          |
| 24968 Chernyakhovsky  | 1998 BY12    | 23 tháng 1 năm 1998  | Socorro       | LINEAR                                                |
| 24969 Lucafini        | 1998 CD2     | 13 tháng 2 năm 1998  | San Marcello  | L. Tesi, A. Boattini                                  |
| 24970 -               | 1998 FC12    | 25 tháng 3 năm 1998  | Haleakala     | NEAT                                                  |
| 24971 -               | 1998 FG77    | 24 tháng 3 năm 1998  | Socorro       | LINEAR                                                |
| 24972 -               | 1998 FC116   | 31 tháng 3 năm 1998  | Socorro       | LINEAR                                                |
| 24973 -               | 1998 GD7     | 2 tháng 4 năm 1998   | Socorro       | LINEAR                                                |
| 24974 Macúch          | 1998 HG3     | 21 tháng 4 năm 1998  | Modra         | P. Kolény, L. Kornoš                                  |
| 24975 -               | 1998 HO38    | 20 tháng 4 năm 1998  | Socorro       | LINEAR                                                |
| 24976 -               | 1998 HE51    | 25 tháng 4 năm 1998  | Anderson Mesa | LONEOS                                                |
| 24977 Tongzhan        | 1998 HE87    | 21 tháng 4 năm 1998  | Socorro       | LINEAR                                                |
| 24978                 | 1998 HJ151   | 28 tháng 4 năm 1998  | Mauna Kea     | J. X. Luu, C. A. Trujillo, D. J. Tholen, D. C. Jewitt |
| 24979 -               | 1998 JB2     | 1 tháng 5 năm 1998   | Haleakala     | NEAT                                                  |
| 24980 -               | 1998 KF2     | 22 tháng 5 năm 1998  | Socorro       | LINEAR                                                |
| 24981 Shigekimurakami | 1998 KB5     | 22 tháng 5 năm 1998  | Kuma Kogen    | A. Nakamura                                           |
| 24982 -               | 1998 KB34    | 22 tháng 5 năm 1998  | Socorro       | LINEAR                                                |
| 24983 -               | 1998 KZ38    | 22 tháng 5 năm 1998  | Socorro       | LINEAR                                                |
| 24984 -               | 1998 KQ42    | 27 tháng 5 năm 1998  | Anderson Mesa | LONEOS                                                |
| 24985 Benuri          | 1998 KW45    | 22 tháng 5 năm 1998  | Socorro       | LINEAR                                                |
| 24986 Yalefan         | 1998 KS46    | 22 tháng 5 năm 1998  | Socorro       | LINEAR                                                |
| 24987 -               | 1998 KA65    | 22 tháng 5 năm 1998  | Socorro       | LINEAR                                                |
| 24988 Alainmilsztajn  | 1998 MM2     | 19 tháng 6 năm 1998  | Caussols      | ODAS                                                  |
| 24989 -               | 1998 MG13    | 19 tháng 6 năm 1998  | Socorro       | LINEAR                                                |
| 24990 -               | 1998 MA26    | 24 tháng 6 năm 1998  | Socorro       | LINEAR                                                |
| 24991 -               | 1998 ML31    | 24 tháng 6 năm 1998  | Socorro       | LINEAR                                                |
| 24992 -               | 1998 MC32    | 24 tháng 6 năm 1998  | Socorro       | LINEAR                                                |
| 24993 -               | 1998 MC34    | 24 tháng 6 năm 1998  | Socorro       | LINEAR                                                |
| 24994 -               | 1998 MZ37    | 23 tháng 6 năm 1998  | Anderson Mesa | LONEOS                                                |
| 24995 -               | 1998 OQ      | 20 tháng 7 năm 1998  | Caussols      | ODAS                                                  |
| 24996 -               | 1998 OD1     | 20 tháng 7 năm 1998  | San Marcello  | V. Goretti, L. Tesi                                   |
| 24997 Petergabriel    | 1998 OO3     | 23 tháng 7 năm 1998  | Caussols      | ODAS                                                  |
| 24998 Hermite         | 1998 OQ4     | 28 tháng 7 năm 1998  | Prescott      | P. G. Comba                                           |
| 24999 Hieronymus      | 1998 OY4     | 24 tháng 7 năm 1998  | Ondřejov      | P. Pravec                                             |
| 25000 Astrometria     | 1998 OW5     | 28 tháng 7 năm 1998  | Prescott      | P. G. Comba                                           |